# Rogério (ur. 1901)
Rogério Braga Filho (ur. 8 października 1901 w Rio de Janeiro, zm. ?) – piłkarz brazylijski grający na pozycji obrońcy.

## Kariera klubowa
Rogério występował w klubie Botafogo FR. Z Botafogo dwukrotnie zdobył mistrzostwo stanu Rio de Janeiro – Campeonato Carioca w 1930 i 1932.

## Kariera reprezentacyjna
W reprezentacji Brazylii Rogério zadebiutował 13 września 1934 w wygranym 3-1 meczu z klubem Vitória Salvador. Rozegrany 13 października 1934 wygrany 5-1 mecz z klubem EC Bahia był jego ósmym i ostatnim meczem w reprezentacji. Rogério nigdy nie zagrał w reprezentacji w meczu międzypaństwowym.